# Pannoniasaurus
Pannoniasaurus es un género extinto de mosasauroide de la subfamilia de los tetisaurinos que vivió durante el Cretácico Superior en la Formación Csehbánya (etapa del Santoniense) de Hungría. Este abarca una única especie, Pannoniasaurus inexpectatus, cuyo nombre de especie significa "inesperado" dado que fue descubierto en sedimentos de agua dulce, a diferencia de otros mosasaurios, los cuales eran depredadores marinos.

## Filogenia
Cladograma según el análisis de Makádi et al. de 2012:

|  | Tethysaurus nopcsai                                                                 |
|  |                                                                                     |
|  | \| \| Yaguarasaurus columbianus \| \| \| \| \| \| Russellosaurus coheni \| \| \| \| |
|  |                                                                                     |
|  | Yaguarasaurus columbianus                                                           |
|  |                                                                                     |
|  | Russellosaurus coheni                                                               |
|  |                                                                                     |

|  | Yaguarasaurus columbianus |
|  |                           |
|  | Russellosaurus coheni     |
|  |                           |

|  | Tethysaurus nopcsai                                                                 |
|  |                                                                                     |
|  | \| \| Yaguarasaurus columbianus \| \| \| \| \| \| Russellosaurus coheni \| \| \| \| |
|  |                                                                                     |
|  | Yaguarasaurus columbianus                                                           |
|  |                                                                                     |
|  | Russellosaurus coheni                                                               |
|  |                                                                                     |

|  | Yaguarasaurus columbianus |
|  |                           |
|  | Russellosaurus coheni     |
|  |                           |